# Examen psychologique
 (avril 2018).
Si vous disposez d'ouvrages ou d'articles de référence ou si vous connaissez des sites web de qualité traitant du thème abordé ici, merci de compléter l'article en donnant les références utiles à sa vérifiabilité et en les liant à la section « Notes et références ».
Un examen psychologique est un examen effectué par un psychologue.
L'examen psychologique n'est pas une démarche thérapeutique en soi, il vise à préciser un diagnostic, l'indication d'un traitement, d'une psychothérapie, ou d'une rééducation neuropsychologique. Il peut aussi s'inscrire dans le cadre d'une expertise d'assurance ou de justice, civile ou pénale. L'examen se conclut par un rapport écrit qui doit pouvoir être communiqué au patient qui doit aussi en connaître les enjeux.

## Cadres de l'examen psychologique avec tests
Ils peuvent relever :
- d'une orientation scolaire ou professionnelle ;
- d'un examen de connaissance pour l'entrée dans un cursus de formation ;
- d'une appréciation relavant de la psychopathologie pour l'indication de traitements ;
- d'une expertise civile ou pénale en tant que co-expert ou expert ;
- d'un examen d'aptitudes pour la conduite automobile par exemple.

## Étapes de l'examen
Un examen psychologique comporte :
- une anamnèse ;
- un entretien clinique ;
- la passation de « test/s » ;
- l'analyse des résultats au niveau qualitatif et quantitatif ;
- le rapport d'analyse comprenant les aspects dégagés ainsi que leur mise en rapport avec les éléments cliniques pertinents dans le cadre de l'examen ;
- la conclusion ainsi que sa communication à la personne examinée, au demandeur, etc.